# T. Rex

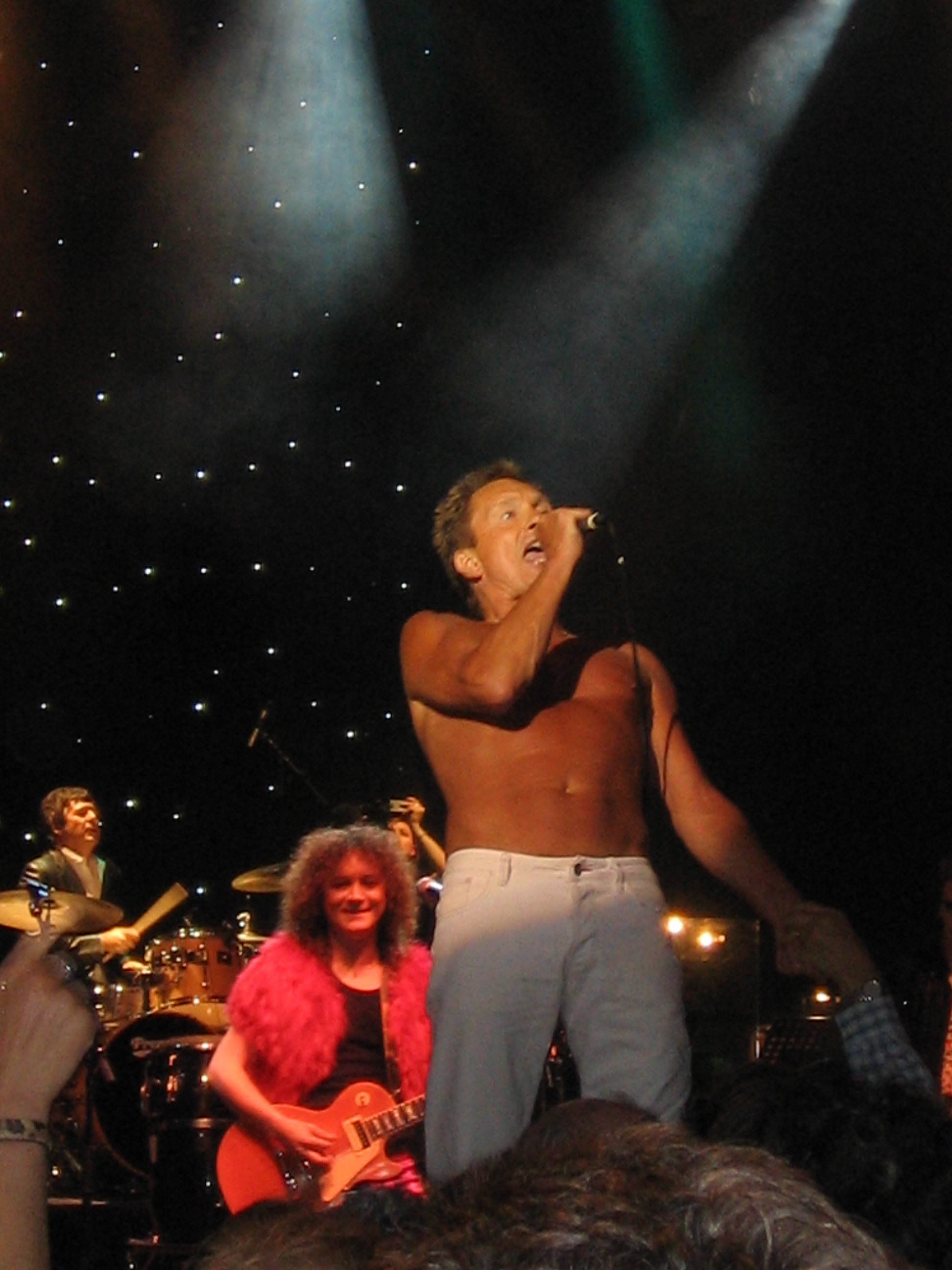
T. Rex (koncert)

T. Rex (początkowo znana jako Tyrannosaurus Rex) – brytyjska grupa rockowa założona przez Marca Bolana. Powstała w Londynie w latach sześćdziesiątych, a popularność zyskała w latach siedemdziesiątych XX w. jako grupa glamrockowa. Tworzyła m.in. pod wpływem muzyki Jimiego Hendriksa.
Brzmienie piosenek grupy charakteryzuje wysoki, żywiołowy śpiew wokalisty, któremu towarzyszy ciężkie gitarowe brzmienie. Teksty są zazwyczaj krótkie, pozbawione głębszych treści, za to doskonale dostosowane do melodyki utworu oraz dające możliwość pokazania kunsztu wokalnego. Zespół stanowił inspirację dla twórców wielu późniejszych gatunków muzycznych, m.in. punk rocka (zobacz proto punk) i brit popu (np. dla grupy Oasis).
Przebojem „Get It On” grupa została włączona do Rock and Roll Hall of Fame w kategorii 150 najbardziej znaczących piosenek rockowych.
Grupa zakończyła działalność w 1977 r. w związku z tragiczną śmiercią lidera - kompozytora, wokalisty i gitarzysty Marca Bolana, który zginął w wypadku samochodowym.
Mickey Finn's T. Rex - grupa stworzona przez Mickey Finna, bębniarza T. Rex, w 1997 z okazji 20 rocznicy śmierci Bolana, na czele z Robem Bensonem – wokalistą o głosie prawie identycznym z głosem Bolana, wystąpiła w 2008 i 2009 roku na Festiwalu Legend Rocka w Dolinie Charlotty.

## Dyskografia

### Albumy studyjne
Jako Tyrannosaurus Rex
| Rok  | Tytuł                                                                                                 | Wytwórnia                                    | UK Albums Chart |
| ---- | --- | -------------------------------------------- | --------------- |
| 1968 | My People Were Fair and Had Sky in Their Hair... But Now They’re Content to Wear Stars on Their Brows | Regal Zonophone (UK) A&M Records (US)        | 15              |
| 1968 | Prophets, Seers & Sages – The Angels of the Ages                                                      | Regal Zonophone (UK) A&M Records (US)        | -               |
| 1969 | Unicorn                                                                                               | Regal Zonophone (UK) Blue Thumb Records (US) | 12              |
| 1970 | A Beard of Stars                                                                                      | Blue Thumb Records                           | 21              |

Jako T.Rex
| Rok  | Tytuł                                        | Wytwórnia     | UK |
| ---- | -------------------------------------------- | ------------- | -- |
| 1970 | T. Rex                                       | Fly           | 13 |
| 1971 | Electric Warrior                             | Fly/Reprise   | 1  |
| 1972 | The Slider                                   | EMI/Reprise   | 4  |
| 1973 | Tanx                                         | EMI/Reprise   | 4  |
| 1974 | Zinc Alloy and the Hidden Riders of Tomorrow | Mercury       | 12 |
| 1975 | Bolan's Zip Gun                              | Mercury       | -  |
| 1976 | Futuristic Dragon                            | Mercury       | 50 |
| 1977 | Dandy in the Underworld                      | EDSEL Records | 26 |

### Kompilacje
| Rok  | Tytuł                                                                              | Wytwórnia   | UK |
| ---- | ---------------------------------------------------------------------------------- | ----------- | -- |
| 1971 | The Best Of T. Rex                                                                 | -           | 21 |
| 1972 | Bolan Boogie                                                                       | Castle      | 1  |
| 1973 | Great Hits                                                                         | -           | 32 |
| 1974 | Light of Love (wydanie amerykańskie łączące utwory z Zinc Alloy i Bolan's Zip Gun) | EMI/Reprise | -  |

### Single
Jako Tyrannosaurus Rex
| Year | Title                                  | Label | UK Chart |
| ---- | -------------------------------------- | ----- | -------- |
| 1968 | „Debora”                               |       | 34       |
| 1968 | „One Inch Rock”                        |       | 28       |
| 1969 | „Pewter Suitor”                        |       | -        |
| 1969 | „King of the Rumbling Spires”          |       | 44       |
| 1970 | „By the Light of a Magical Moon”       |       | -        |
| 1972 | „Debora” / „One Inch Rock” (re-issues) |       | 7        |

Jako T.Rex
| 1970 | „Ride a White Swan”                         | Fly/Reprise | 2  | 76 | 48 |
| 1971 | „Hot Love”                                  | Fly/Reprise | 1  | 72 | 47 |
| 1971 | „Get It On”                                 | Fly/Reprise | 1  | 10 | 12 |
| 1971 | „Jeepster”                                  | Fly         | 2  | -  | 73 |
| 1972 | „Telegram Sam”                              | Fly/Reprise | 1  | 67 | 66 |
| 1972 | „Metal Guru”                                | EMI         | 1  | -  | 45 |
| 1972 | „Children of the Revolution”                | EMI         | 2  | -  | -  |
| 1972 | „Solid Gold Easy Action”                    | EMI         | 2  | -  | -  |
| 1973 | „20th Century Boy”                          | EMI         | 3  | -  | -  |
| 1973 | „The Groover”                               | EMI         | 4  | -  | -  |
| 1973 | „Truck On (Tyke)”                           | EMI         | 12 | -  | -  |
| 1974 | „Teenage Dream” (jako Marc Bolan and T.Rex) | Mercury     | 13 | -  | -  |
| 1974 | „Light of Love”                             | Mercury     | 22 | -  | -  |
| 1974 | „Zip Gun Boogie”                            | Mercury     | 41 | -  | -  |
| 1975 | „New York City”                             | Mercury     | 15 | -  | -  |
| 1975 | „Dreamy Lady” (jako T.Rex Disco Party)      | Mercury     | 30 | -  | -  |
| 1976 | „London Boys”                               | Mercury     | 40 | -  | -  |
| 1976 | „I Love to Boogie”                          | EDSEL       | 13 | -  | -  |
| 1976 | „Laser Love”                                | -           | 41 | -  | -  |
| 1977 | „The Soul of My Suit”                       | EDSEL       | 42 | -  | -  |
| 1977 | „Dandy in the Underworld”                   | EDSEL       | -  | -  | -  |
| 1977 | „Celebrate Summer”                          | EDSEL       | -  | -  | -  |